# الیزابتتا تونا
الیزابتتا تونا (انگلیسی: Elisabetta Tona؛ زادهٔ ۲۲ ژانویهٔ ۱۹۸۴) بازیکن فوتبال اهل ایتالیا است.
وی همچنین در تیم‌های ملی فوتبال زنان ایتالیا بازی کرده‌است.